# Loricariichthys
Loricariichthys är ett släkte av fiskar. Loricariichthys ingår i familjen Loricariidae.
Kladogram enligt Catalogue of Life:
| Loricariichthys | \| \| Loricariichthys acutus \| \| \| \| \| \| Loricariichthys anus \| \| \| \| \| \| Loricariichthys brunneus \| \| \| \| \| \| Loricariichthys cashibo \| \| \| \| \| \| Loricariichthys castaneus \| \| \| \| \| \| Loricariichthys chanjoo \| \| \| \| \| \| Loricariichthys derbyi \| \| \| \| \| \| Loricariichthys edentatus \| \| \| \| \| \| Loricariichthys hauxwelli \| \| \| \| \| \| Loricariichthys labialis \| \| \| \| \| \| Loricariichthys maculatus \| \| \| \| \| \| Loricariichthys melanocheilus \| \| \| \| \| \| Loricariichthys microdon \| \| \| \| \| \| Loricariichthys nudirostris \| \| \| \| \| \| Loricariichthys platymetopon \| \| \| \| \| \| Loricariichthys rostratus \| \| \| \| \| \| Loricariichthys stuebelii \| \| \| \| \| \| Loricariichthys ucayalensis \| \| \| \| |
|                 | \| \| Loricariichthys acutus \| \| \| \| \| \| Loricariichthys anus \| \| \| \| \| \| Loricariichthys brunneus \| \| \| \| \| \| Loricariichthys cashibo \| \| \| \| \| \| Loricariichthys castaneus \| \| \| \| \| \| Loricariichthys chanjoo \| \| \| \| \| \| Loricariichthys derbyi \| \| \| \| \| \| Loricariichthys edentatus \| \| \| \| \| \| Loricariichthys hauxwelli \| \| \| \| \| \| Loricariichthys labialis \| \| \| \| \| \| Loricariichthys maculatus \| \| \| \| \| \| Loricariichthys melanocheilus \| \| \| \| \| \| Loricariichthys microdon \| \| \| \| \| \| Loricariichthys nudirostris \| \| \| \| \| \| Loricariichthys platymetopon \| \| \| \| \| \| Loricariichthys rostratus \| \| \| \| \| \| Loricariichthys stuebelii \| \| \| \| \| \| Loricariichthys ucayalensis \| \| \| \| |
|                 | Loricariichthys acutus |
|                 | |
|                 | Loricariichthys anus |
|                 | |
|                 | Loricariichthys brunneus |
|                 | |
|                 | Loricariichthys cashibo |
|                 | |
|                 | Loricariichthys castaneus |
|                 | |
|                 | Loricariichthys chanjoo |
|                 | |
|                 | Loricariichthys derbyi |
|                 | |
|                 | Loricariichthys edentatus |
|                 | |
|                 | Loricariichthys hauxwelli |
|                 | |
|                 | Loricariichthys labialis |
|                 | |
|                 | Loricariichthys maculatus |
|                 | |
|                 | Loricariichthys melanocheilus |
|                 | |
|                 | Loricariichthys microdon |
|                 | |
|                 | Loricariichthys nudirostris |
|                 | |
|                 | Loricariichthys platymetopon |
|                 | |
|                 | Loricariichthys rostratus |
|                 | |
|                 | Loricariichthys stuebelii |
|                 | |
|                 | Loricariichthys ucayalensis |
|                 | |